# غاريت ريختر
غاريت ريختر (بالإنجليزية: Garrett Richter)‏ هو سياسي أمريكي، ولد في 1 أغسطس 1950 في بيتسبرغ في الولايات المتحدة. حزبياً، نشط في الحزب الجمهوري. وقد انتخب عضو مجلس نواب فلوريدا.